# 法蘭克·穆吉沙
法蘭克·穆吉沙（英語：Frank Mugisha，1979年6月17日—）是一名烏干達LGBT權利倡導者，也是烏干達性少數群體組織（SMUG）的執行董事。他曾因其活動獲得2011年羅伯特·法蘭西斯·甘迺迪人權獎和托洛爾夫·拉夫托紀念獎。穆吉沙是烏干達最著名的LGBT權利倡導者之一。

## 生平
穆吉沙出生於烏干達坎帕拉的一個郊區。他在一個嚴格的天主教家庭長大，14歲時向他的哥哥出櫃。雖然他的出櫃使他與一些家庭成員疏遠，但其他朋友和家人一直支持他。
2004年，當他還在上大學時，他就成立了烏干達破冰者組織，該組織是為已經出櫃或正在向家人和朋友出櫃的烏干達LGBT提供支援的網路。穆吉沙現在是SMUG的執行董事，SMUG是一個由包括烏干達破冰者組織在內的18個團體組成的傘式組織。
穆吉沙曾受到聯合國秘書長的表揚。穆吉沙被列入《倡導》雜誌和《獨立報》，受到黑人娛樂電視台（BET）的表彰，並被#POWER10評為2014年最具影響力的黑人LGBTQ人士。
穆吉沙與同為倡議者、SMUG創辦人的大衛·卡托是好友，後者在成功起訴一家名為《滾石》的小報刊登100名烏干達LGBT的名字並鼓勵「絞死他們」之後，於2011年1月被謀殺。穆吉沙是SMUG的原告之一，由憲法權利中心代理，利用《外國人侵權行為法》起訴美國布道家斯科特·里夫利犯有危害人類罪，因為他在烏干達反同性戀法案方面的工作被描述為煽動迫害男同性戀者，是「……積極試圖傷害和剝奪他人權利的行為，[這是]迫害的定義」。2013年8月，美國聯邦地區法院法官邁克·龐瑟裁定，根據國際法和聯邦法，原告駁回對該訴訟管轄權的質疑是有理有據的；他還裁定，針對里夫利行為的第一修正案抗辯為時過早。
2014年，穆吉沙在《衛報》上撰文指出，反同性戀法案背後的同性戀恐懼症和仇恨情緒來自西方的影響：「我是同性戀者。我也是烏干達人。我身上沒有任何不屬於非洲的東西。烏干達是我出生、成長的地方，也是我的家。在這個國家裡，因為我愛的人，我成了一個逍遙法外的罪犯。我希望我的烏干達同胞們明白，同性戀並不是西方的。」

## 榮譽
穆吉沙因在烏干達爭取LGBT權利的工作而榮獲2011年羅伯特·法蘭西斯·甘迺迪人權獎和托洛爾夫·拉夫托紀念獎。他還獲得根特大學榮譽博士學位。穆吉沙是2014年諾貝爾和平獎提名人。2017年，穆吉沙入選《財星》雜誌世界最偉大領導人榜。

## 外部連結
- SMUG official website 的存檔，存档日期2016-01-21.